# Свети Андреј (Моравче)
Свети Андреј (словен. Sveti Andrej) је насељено место у општини Моравче, Средњесловенска регија, Словенија.

## Историја
До територијалне реорганизације у Словенији био је у саставу старе општине Домжале. Као самостално насељено место Свети Андреј постоји од 1992. године. Настала је издвајањем дела из насеља Доле при Крашцах.

## Популација
У попису становништва из 2011. године, Свети Андреј је имао 60 становника.
| Број становника према пописима | Број становника према пописима |
| ------------------------------ | ------------------------------ |
| 2002                           | 2011                           |
| 51                             | 60                             |

Напомена: До 1953. самостално насеље када је припојено насељу Доле при Крашцах. Године 1992. враћа статус самосталног насеља.